# Dmitri Aleksanin
Dmitri Aleksanin (în rusă Дмитрий Алексанин, n. 18 decembrie 1991, Alma-Ata, Kazahstan) este un scrimer kazah specializat pe spadă, campion asiatic pe echipe în 2013. A participat la Jocurile Olimpice de vară din 2012 de la Londra, unde a fost eliminat în turul întâi de venezuelanul Silvio Fernández.